# Костова, Боянка
Боя́нка Ми́нкова Ко́стова (болг. Боянка Минкова Костова; азерб. Boyanka Minkova Kostova; род. 10 мая 1993, Пловдив) — азербайджанская и болгарская тяжелоатлетка, чемпионка мира, 4-кратная чемпионка Европы в весовой категории до 58 и 59 кг. Первая болгарская чемпионка Юношеских Олимпийских игр. Почётный гражданин Асеновграда. Племянница чемпиона мира и Европы Пламена Желязкова. Её личным тренером является Лучезар Кишкилов, в Азербайджане тренируется под руководством Славейки Ружинской.

## Спортивная карьера
До 2011 года выступала за Болгарию. На чемпионате мира 2015 года установила мировые рекорды в рывке и в сумме двоеборья. Олимпиаду в Рио-де-Жанейро пропустила из-за дисквалификации сборной Азербайджана.
В апреле 2021 года на Чемпионате Европы в Москве, Болгарская тяжёлоатлетка (представляющая Азербайджан) в олимпийской весовой категории до 59 кг, с результатом 211 килограммов стала чемпионкой Европы. В упражнении «рывок» с весом 95 кг она завоевала малую бронзовую медаль, а в упражнении «толчок» с весом 116 кг она завоевала малую золотую медаль в толчке и большую Золотую медаль по сумме 2-х упражнений.
В сентябре 2021 года Международная федерация тяжелой атлетики (IWF) дисквалифицировала Костову на 8 лет за обнаруженный допинг в пробе на чемпионате Европы 2021 года.

### Результаты выступлений
| Год  | Соревнование                   | Место проведения | Весовая категория | Рывок     | Толчок | Сумма двоеборья | Место |
| 2008 | Чемпионат Европы среди юниоров | Дуррес           | до 48 кг          | 68 кг     | 88 кг  | 156 кг          | 5     |
| 2009 | Чемпионат Европы               | Бухарест         | до 53 кг          | 78 кг     | 102 кг | 180 кг          | 5     |
| 2009 | Чемпионат мира среди юношей    | Чиангмай         | до 53 кг          | 81 кг     | 105 кг | 186 кг          | 1     |
| 2010 | Чемпионат Европы               | Минск            | до 53 кг          | 87 кг     | 112 кг | 199 кг          | 2     |
| 2010 | Чемпионат мира среди юниоров   | София            | до 53 кг          | 82 кг     | —      | —               | —     |
| 2010 | Юношеские Олимпийские игры     | Сингапур         | до 53 кг          | 85 кг     | 107 кг | 192 кг          | 1     |
| 2011 | Чемпионат мира                 | Париж            | до 53 кг          | 92 кг     | 108 кг | 200 кг          | 8     |
| 2012 | Чемпионат Европы               | Анталья          | до 58 кг          | 98 кг     | 117 кг | 215 кг          | 1     |
| 2012 | Олимпийские игры               | Лондон           | до 58 кг          | 105 кг    | 128 кг | 233 кг          | 5     |
| 2013 | Чемпионат Болгарии             | Хасково          | до 53 кг          | 70 кг     | 80 кг  | 150 кг          | 1     |
| 2014 | Чемпионат мира                 | Алма-Ата         | до 53 кг          | 91 кг     | 109 кг | 200 кг          | 8     |
| 2015 | Чемпионат Европы               | Тбилиси          | до 58 кг          | 109 кг    | 137 кг | 246 кг          | 1     |
| 2015 | Чемпионат мира                 | Хьюстон          | до 58 кг          | 112 кг WR | 140 кг | 252 кг WR       | 1     |
| 2016 | Чемпионат Европы               | Фёрде            | до 58 кг          | 105 кг    | 130 кг | 235 кг          | 1     |
| 2018 | International Qatar Cup        | Доха             | до 59 кг          | 80 кг     | 95 кг  | 175 кг          | 10    |
| 2019 | Чемпионат мира                 | Паттайя          | до 59 кг          | —         | 120 кг | —               | —     |
| 2019 | Alexander Cup                  | Гродно           | до 59 кг          | 95 кг     | 120 кг | 215 кг          | 1     |
| 2019 | Кубок Азербайджана             | Баку             | —                 | 100 кг    | 121 кг | 221 кг          | 1     |
| 2021 | Чемпионат Европы               | Москва           | до 59 кг          | 95 кг     | 116 кг | 211 кг          | 1     |